# 韩国烧酒
韩国烧酒（：／），或稱韓國燒酎、朝鮮燒酒，是一種源於朝鮮半島的燒酒。顏色透明，主要原料是大米，也會以小麥、大麥或者甘薯等釀製。
韓國燒酒最初僅指蒸餾燒酒。傳統韓國燒酒的酒精度較高，一般在30度以上。20世紀中葉後，稀釋式燒酒取代了蒸餾式燒酒成為主要的提煉方式，在1990年代之前，韓國燒酒的酒精含量幾乎佔25％以上。目前市面上的燒酒通常是指酒精含量從16.8％到53％不等的稀釋式燒酒。而韓國出產外銷的燒酒度數則多為20度左右。
韩国烧酒口感清新、不辣口、价格便宜；是韩国国内消售量最高的酒精饮品，也是世界上最畅销的酒種之一。其中著名的烧酒品牌真露居世界蒸馏酒销量之首。韓國燒酒因口感清新、不沖腦門，在歐美地區被認為是燒酒中的極品，名气可与法国红酒相当。 2008年，美国著名的韦伯斯特字典将韩国烧酒的英文名稱Soju一词收录其中。

## 历史
韓國燒酒一般被认为是在13世纪的高麗王朝高宗忠武時期出現，其正時蒙古入侵高麗，高麗遂成為其附庸國。關於釀製韓國燒酒的技法起源，一說為來自阿拉伯人，起源自中東亞力酒；另一說則為蒙古軍將黎凡特蒸餾法帶入朝鮮半島，並以其駐地安東和濟州島、貿易中心開城向外傳播，並使安东地区的烧酒开始成为朝鮮半岛最受追捧的烧酒。
烧酒在元朝被称为“燒酎”。“酎”的本意是指粮食经过三次蒸馏，如同接露水一样得成的酒，因此也叫“露酒”。據《高麗史》紀載，恭愍王時期的慶尚道大護軍金瑨喜愛燒酒，常聚集其部下與名妓開燒酒宴。因為當時釀製燒酒的蒸餾酒技術不發達，所以價格高昂，受富裕階層喜愛；平民雖然也會自釀燒酒，但多作藥用。據說當時的燒酒種類多樣，且由於是以纯粹的穀物制作而成，因此味道極佳。1460年，琉球國王尚泰久遣使赴朝鮮，將泡盛贈與朝鮮世祖，當時稱為「天竺酒」。
1920年代，朝鮮半島上已有3200多家燒酒釀酒廠。然而为了缓解粮食紧缺，韩国政府在1965年禁止使用传统的穀物蒸馏工法酿酒 以減輕大米的短缺。取而代之的，是將35％的蒸餾酒稀釋至30%成為酒精飲料，以及將紅薯、香料、甜味劑和水以及從木薯中蒸餾出的95％乙醇混合在一起所製成的地瓜。而酿酒商則开始转用甘薯和木薯提炼酒精，后以水稀释并加香料 。这一禁令对韩国烧酒酿造业的产业结构亦造成了極大的冲击，众多烧酒酿造商因此倒闭。1973年，韩国政府对烧酒行业进行合并整合，使韩国的10个道各保留1个烧酒酿造商供应各道烧酒市场。不过此一禁令随着时间不断放寬，並於1999年取消，韓國燒酒的酒精含量也一直呈現下降的趨勢，到了1998年已降至23％，目前的韓國燒酒酒精含量大多不到17%。2015年起韓國開始出現以雞尾酒概念製成的水果燒酒。
1995年，韓國政府修訂酒稅，允許燒酒生產商使用添加劑，例如寡醣和天門冬醯胺。
2019年11月4日起，禁止燒酒瓶身印有藝人圖片。

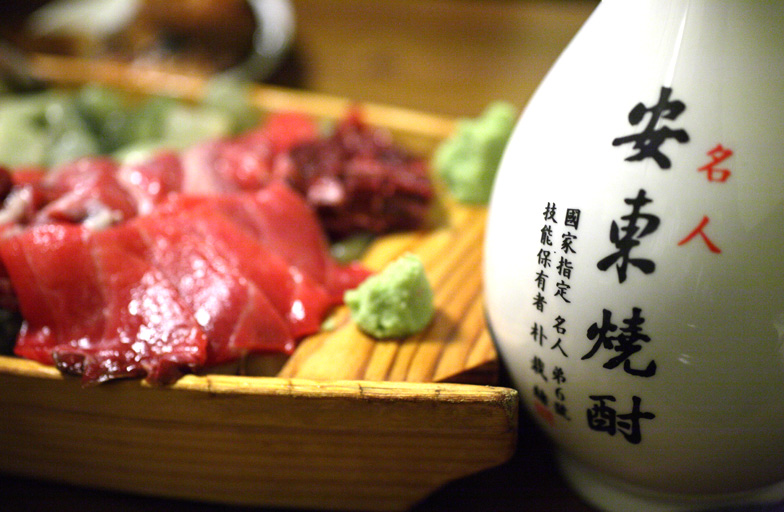
韩国安东烧酒被指定为韩国无形文化遗产

## 種類
根據原料和製造方法，大致分為老式燒酒和新式燒酒。

### 老式燒酒
老式燒酒是由蒸餾過的粗曲、麥麩以及澱粉原料一起發酵而成。南部地區使用大米作為澱粉原料，北部地區則使用大麥、原油和玉米。老式燒酒又分為燒酒和弱燒酒。

### 新式燒酒
隨著製酒技術的進步，使用了管狀蒸餾器及以黴菌曲霉發酵的新式蒸餾酒與老式蒸餾酒再味道上有了明顯的差異。新型燒酒又分為蒸餾式燒酒和稀釋式燒酒。

#### 蒸餾式燒酒
蒸餾式燒酒傳統上使用稱為「소줏고리」的設備蒸餾，該設備由頂部和底部兩部分組成。蒸餾方式為將燒酒倒入此設備底部，並將水倒入設備頂部，並在設備下方的灶中生火。由於酒精的沸點比水低，因此將先蒸發的蒸餾液收集起來後就成了燒酒。到了1920年左右,黑麴菌代替傳統的燒酒酵母開始被廣泛使用為製作燒酒的發酵劑。

#### 稀釋式燒酒
稀釋式燒酒是以蒸餾器蒸餾木薯糖蜜而得，並用這種醇稀釋水來純化。現今市面上所售的燒酒幾乎都是稀釋式燒酒。稀釋式燒酒出現於1965年，由於糧食短缺，政府下令禁止使用穀物製作蒸餾酒。稀釋式燒酒由純度為95％或更高的乙醇（清酒）製成，通過蒸餾和純化作為主要原料的大米、大麥和甘藷等穀物，並將其以水稀釋以達政府所規定的酒精含量，並添加其他人工添加劑製成。現今多以廉價的熱帶作物發酵獲得酒精，產出的燒酒酒精濃度約在15.5%至35%之間。由於酒精在被水稀釋後會產生苦味，所以剛稀釋的燒酒無法立即飲用。因此會透過添加人工添加劑如阿斯巴甜，使燒酒變甜以去除苦味及魚腥味。

## 品牌

### 韓國（自道酒政策）
1970年代，韓國政府為了防止燒酒市場的惡性競爭而造成品質下降，下令「一道（市）一社」政策，產生「自道酒」的特有文化。一道（市）一社政策於1996年解禁，不過各地民眾已對當地的燒酒產生高度的認同感與支持，因此各地的自道酒在當地都有著較高市佔率，自道酒也成為韓國各地的名產之一。

#### 首爾
以真露的참이슬為代表，是韩国烧酒的第一品牌，在韩国市场份额超过50%。根据酒类专业杂志《Drinks International》的统计，真露在世界范围的销售量稳居世界蒸馏酒销量之首，是世界上最畅销的蒸馏酒 。
1924年，张学烨在平南龙冈创立真泉酿造商会，并正式创立“真露公司”。1953年公司迁至汉城。2006年，真露被韓國最大的啤酒釀造商海特啤酒所收購，更名為海特真露集團。於2012年推出清新（17.8％）和經典（20.1％）兩種口味。真露连续30年在韩国国内市场保持銷售量第一名，因此在韩国有国酒之称。

#### 江原道
以初饮初乐（17.5％）為代表。初饮初乐是韩国乐天集团旗下乐天酒业的一个烧酒品牌。初饮初乐使用韩国大关岭山麓的岩石水酿製，以含有对人体有益的矿物质聞名，是世界上最早的碱性水烧酒。
另外，江原道當地還有一個特有品牌「如山」。

#### 忠北
以涼爽的清風（17.5％）為代表。因其含天門冬醯胺而以味道柔和著稱。

#### 忠南
以由Mackies Company在2008年推出的O2Rin（17.2％）為代表。O2Rin燒酒的含氧量為他牌燒酒的三倍，因此也被稱為氧氣燒酒。

#### 全北
以真露的Hite（19％）為代表。

#### 全南及光州
最著名的代表為由Bohae Brewery生產的竹葉酒（18.5％）。竹葉酒使用100％天然甜味劑，不添加人工調味料。

#### 慶北及大邱
以真（16.9％）為代表。真燒酒以高純度精密過濾技術著名。

#### 慶南及蔚山
以白色（19%）和好日子（16.9%）最具代表性。

#### 釜山
以C1（17.5％）最具有代表性。C1 Premium 燒酒 以聲學老化振動技術著名。近年，C1燒酒亦推出了酒精度16°的大鮮燒酒，經多年發展，C1燒酒已經成為低度酒的代名詞。

#### 濟州
以漢拏山(21%)為代表。

#### 安东烧酒
安东烧酒是产自安东，其歷史可追朔自蒙古入侵高麗王朝的時期。采用传统的蒸馏稻谷工艺酿造，度数为45度，1987年被指定为庆尚北道的韩国无形文化遗产。

#### 枫叶烧酒
枫叶烧酒是光州的燒酒品牌，以添加楓樹漿為亮點。

#### 其他
燒酒也常被與其他飲品混和調製成混酒，如燒啤、水果燒酒、炸彈酒、冰棒燒酒、汽水燒酒、養樂多燒酒、巧克力燒酒、蜂蜜燒酒......等。

### 朝鲜

#### 平壤燒酒
平壤燒酒產自現時朝鮮首都平壤，以玉米和梗米、糯米為主要原料釀造。其中國內銷售的酒精tu度為30度左右，出口版酒精度則為23度。

#### 松岳燒酒
松岳燒酒產自開城（古時稱「松都」），主要原料為玉米，酒精度30度。

### 其他

#### 美國
美國人布蘭·希爾（Bran Hill）在布魯克林的Van Brunt酒廠以韓國傳統手藝釀造的兔子牌燒酒（Tōkki soju）是受紐約潮人追捧的美國本土韓國燒酒。

#### 加拿大
加拿大的酒精飲料在不同省份受不一樣的法規約束。如安大略省，並非所有商店都能販賣燒酒，而是由酒類管理委員會（LCBO）專賣。LCBO銷售各種類型的燒酒，但並非所有地區都有LCBO，不過LCB提供線上訂購燒酒的服務，因此在安大略省任何地方都能訂購燒酒。幾乎所有加拿大的韓國餐館所販售的燒酒都出自LCBO。而在加拿大的其他省份，如在艾伯塔省，白酒可以自由販售。

#### 中华人民共和国
多使用大米作為燒酒原料，因此中國產的燒酒價格比韓國便宜很多。也從韓國進口真露燒酒製國內販售。

## 消費
韓國是世界上酒精消費量最高的國家。儘管近年來也非常流行啤酒、威士忌和葡萄酒，但由於燒酒方便購買以及相對較低的價格，因此仍然是韓國最受歡迎的酒精飲料之一。2004年，韓國的燒酒消費量更超過30億瓶。據估計，2006年韓國20歲以上的成年者一年平均喝掉90瓶燒酒；2014年，韓國人平均飲酒頻率是每週13.7次，遠高於位居第二的俄羅斯6.3倍。
2017年，一瓶375毫升的蒸餾燒酒在韓國超市及便利店的售價約在1,700韓元（折合新台幣約42元），在餐館則約為4,000至5,000韓元（折合新台幣約100元至125元）。

## 宣傳手法
南韓燒酒常以女藝人當廣告宣傳，其手法除了各式各樣與燒酒合影的女藝人海報外，最重要的是瓶身上都會貼上女藝人的照片以吸引消費者購買。甚至在韓國有一說，韓國燒酒瓶上的藝人就是當時最火紅的藝人。但韓國保健福祉宣布，爲了不讓飲酒被美化（韓國燒酒屬於一級致癌物質，與菸草為相同等級的致癌物），自2019年11月4日起，禁止燒酒瓶身印有藝人圖片。
平壤燒酒被朝鮮民主主義人民共和國定為國酒。

## 相關歌曲
南韓歌手朴載範（Jay Park）在美國發行了名為《Soju》的音樂單曲。